# Francisco José de Miranda Duarte

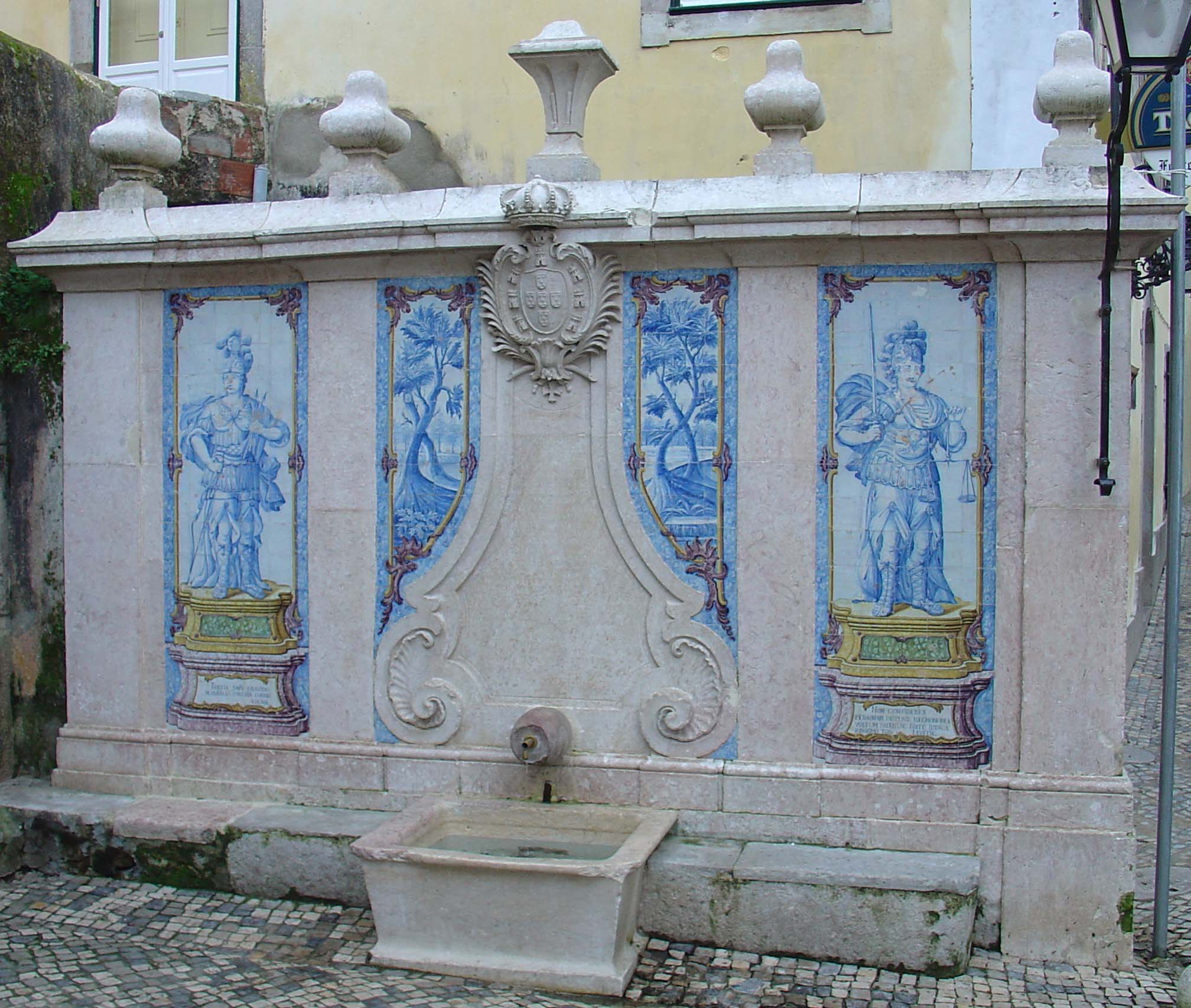
Fonte da Pipa - Sintra. Mandada reedificar e melhorada pelo Dr. Francisco José de Miranda Duarte em 1787.

Francisco José de Miranda Duarte (Vila Dianteira, São João de Areias, Santa Comba Dão, 24 de Novembro de 1757 – Rua do Bonjardim, paróquia de Santo Ildefonso, Porto, 1820) foi um juiz desembargador português.

## Biografia
O Dr. Francisco José de Miranda Duarte era filho do capitão José Correia de Almeida Duarte (de Vila Dianteira) e de Francisca Josefa Rodrigues de Miranda (de Ázere, Tábua).
Foi batizado a 4 de Dezembro de 1757, na Igreja de Ázere, Tábua (AUC, Certidões de Idade, 1772-1833, vol. XIV)
Formou-se em Cânones a 24 de Maio de 1777.
Casou no dia 25 de Agosto de 1790 com D.ª Josefina Eusébia de Freitas Sousa Prego (de Sintra), em S. Martinho de Sintra.
Dos seus filhos só o Dr. Francisco José de Sousa Miranda, manteve ligações à aldeia de Vila Dianteira (pelo menos, assim o parece); o Dr. Francisco Sousa Miranda, nasceu em Faro, casou com D. Margarida Eugénia de Magalhães e faleceu em Lisboa a 30 de Dezembro de 1846; teve a leitura de Bachareis em 1817, foi depois nomeado Juiz de Fora de Ponte de Lima em 1819, anos mais tarde (1822 ou 1823) Juiz dos Órfãos da cidade de Beja, em 1827 era Provedor da Comarca de Miranda, mercê que depois foi aumenta com Predicamento de Primeiro Banco, em 1835 foi nomeado Delegado da Recebedoria Geral da Província da Beira Alta, na Comarca de Viseu, em 1836 foi nomeado Auditor junto do Quartel General da Província da Beira Baixa e em 1840 recebeu a mercê de Cavaleiro da Ordem de Cristo.
O Dr. Francisco José de Miranda Duarte faleceu, aos 63 anos, na rua do Bonjardim, paróquia de Santo Ildefonso, no Porto, a 13 de Março de 1820.

## Honras e cargos
- Eleito das obras na nova Igreja Matriz de São João de Areias (a partir de 1779),
- Juiz Ordinário e das Sisas do (há altura) concelho de São João de Areias(em 1780),
- Juiz de fora da vila de Sintra (nas terras da Casa da Rainha) e Presidente do senado da Câmara de Sintra (nomeado a 7 de Junho de 1786),
- Auditor do Regimento de Artilharia da Corte (nomeado a 29 de Janeiro de 1790)
- Juiz de fora da cidade de Faro, nas terras da Casa da Rainha (nomeado a 18 de Maio de 1793),
- Auditor do Regimento de Artilharia do Algarve (nomeado a 18 de Maio de 1793),
- Juiz desembargador da Relação do Rio de Janeiro (nomeado a 4 de Maio de 1800),
- Cavaleiro da Ordem de Cristo (19 de Junho de 1805),
- Juiz desembargador da Relação e Casa do Porto (portaria de 16 de Fevereiro de 1810),
- Cavaleiro da Ordem de Nossa Senhora da Conceição de Vila Viçosa (carta de 24 de Julho de 1825)